# 화씨 9/11
《화씨 9/11》(Fahrenheit 9/11)은 마이클 무어가 2004년에 만든 다큐멘터리 영화이다. 9·11 테러에 조지 W. 부시 행정부가 얼마나 우왕좌왕하며 대응했는지, 얼마나 불명확한 증거를 통해 9·11 테러의 배후가 이라크라는 성급한 결론을 내리고 이라크를 침공했는지를 설명한다.
2004년 제57회 칸 영화제에서 《올드보이》를 누르고 황금종려상을 받았다. 《화씨 9/11》이라는 제목은 레이 브래드버리의 디스토피아 SF 소설 《화씨 451》에서 따왔다.
태그라인은 "자유가 타는 온도"이다. 레이 브래드버리의 소설 부제는 "책이 타는 온도"였다.

## 줄거리
영화는 2000년 미국 대통령 선거로부터 시작하여, 텍사스주 석유 재벌이던 조지 W. 부시가 미국 대통령이 되기까지의 과정을 살펴본다.
9·11 테러 배후 인물로 지목받고 있는 오사마 빈라덴이 부시 대통령 일가와 사업상 깊은 관계에 있었음도 폭로하는데, 전문가들의 다양한 증언을 바탕으로 테러 사건 직후 별다른 수색 과정 없이 사우디아라비아를 수사선상에 제외시킨 채 이라크 침공을 선택한 부시 대통령과 측근들을 치밀하고 집요하게 파고 들어간다.
또한 기본 인권까지 침해하는 미국 애국자법을 제정한 후에도 끊임없이 테러 공포에 사로잡혀 있는 아이러니, 부시 행정부가 이라크와의 전쟁을 준비하는 데 엄청난 비용을 사용한 이후 미국 국경이 재정 부족으로 인해 허술하게 방치되고 있는 국가 방위상 허점도 꼬집는다.

## 출연

### 주연
- 마이클 무어

### 자료 영상
- 조지 W. 부시
- 로라 부시
- 바버라 부시
- 도널드 럼즈펠드
- 콜린 파월
- 딕 체니
- 콘돌리자 라이스
- 앨 고어
- 티퍼 고어
- 톰 대슐
- 오사마 빈라덴
- 사담 후세인
- 케이티 커릭
- 캐서린 해리스
- 댄 래더
- 존 애슈크로프트
- 톰 브로코
- 벤 애플렉
- 로버트 드니로
- 스티비 원더
- 브리트니 스피어스

## 기타 제작진
- 감독 제작: 티아 레신
- 자료 제작 / 현장 제작: 칼 딜
- 현장 제작: 니키 러자, 메건 오하라
- 공동 제작: 커트 엥퍼, 제프 기브스
- 협력 제작: 앤 무어, 조앤 도러쇼, 리타 대거
- 라인 제작: 모니카 햄프턴
- 음향: 프랜시스코 러토리